# 伏伊伏丁那社会主义自治省
伏伊伏丁那社会主义自治省 （塞尔维亚-克罗地亚语：Социјалистичка Аутономна Покрајина Војводина，Socijalistička Autonomna Pokrajina Vojvodina）是南斯拉夫社会主义联邦共和国塞尔维亚社会主义共和国的两个自治省之一。存在于1944年－1990年。最初，取名为伏伊伏丁那自治省。1963年，改名为伏伊伏丁那社会主义自治省。1974年，和科索沃社会主义自治省一起被赋予与加盟共和国相同的管理权限。1988年10月后，伏伊伏丁那的大部分自治权被塞尔维亚取消。1990年9月28日，复名为伏伊伏丁那自治省。当地的主要民族是匈牙利族。首府是诺维萨德。